# Ligne du Coteau à Saint-Germain-au-Mont-d'Or
La ligne du Coteau à Saint-Germain-au-Mont-d'Or est une ligne de chemin de fer française à écartement standard à double voie non électrifiée reliant les gares du Coteau, sur la ligne de Moret - Veneux-les-Sablons à Lyon-Perrache, et de Saint-Germain-au-Mont-d'Or, sur la ligne de Paris-Lyon à Marseille-Saint-Charles. Elle unit ainsi les départements de la Loire et du Rhône, en région Auvergne-Rhône-Alpes.
Essentiellement desservie par un courant de trafic voyageurs local, entre les agglomérations de Clermont-Ferrand et Roanne d'un côté, de Lyon de l'autre, elle voit aussi passer le courant de trafic transversal généré par les échanges entre Nantes, Tours et Lyon.
Elle constitue la ligne no 783000 du réseau ferré national.

## Historique

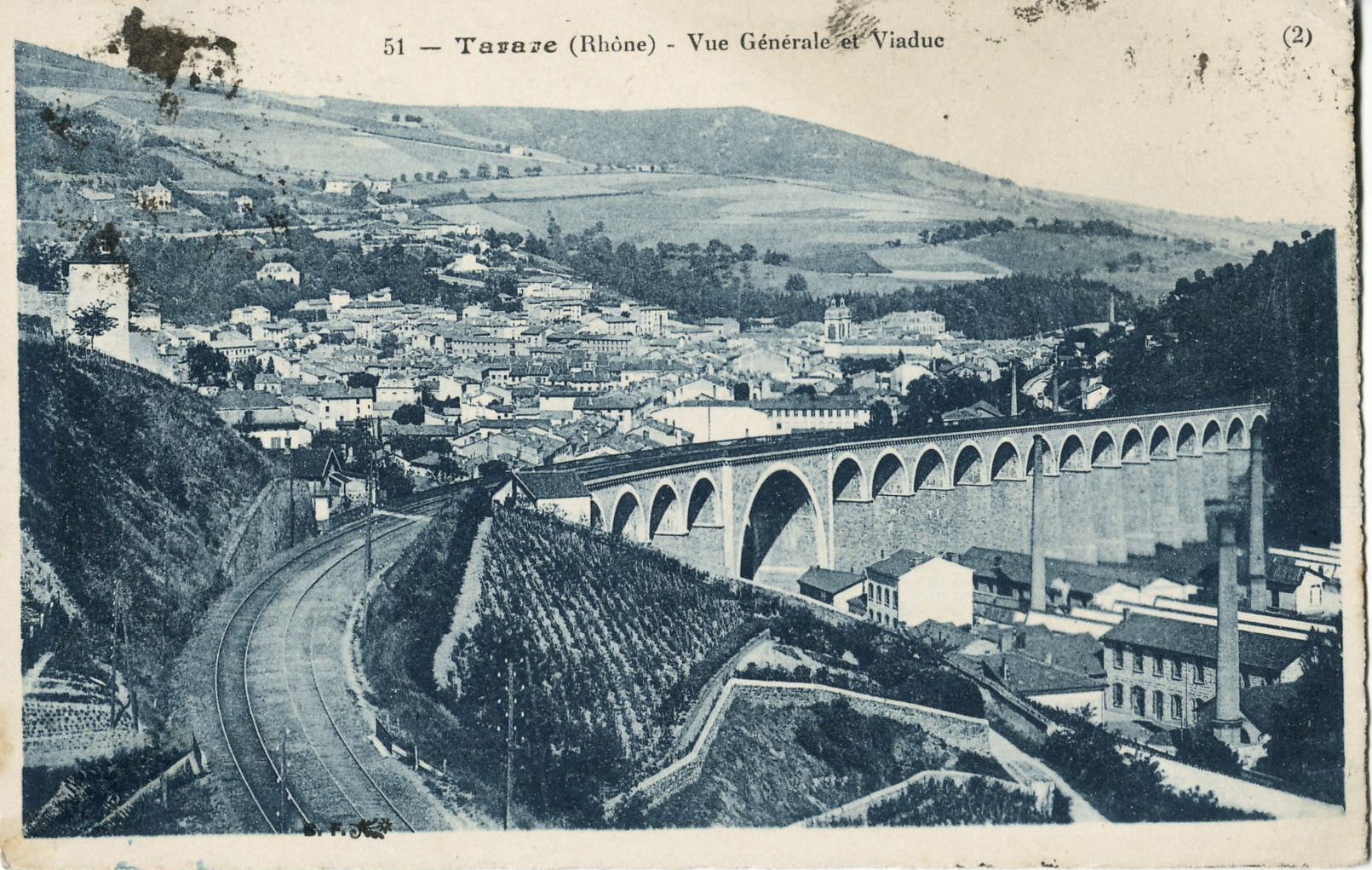
Le viaduc de Tarare, avec le début de la rampe des Sauvages dans les années 1920.

Les 2 février et 6 avril 1855, les compagnies des chemins de fer de Paris à Orléans, de Paris à Lyon, et du Grand-Central signent avec le ministre des Travaux publics une convention portant création d'une société en commandite, connue sous le nom de syndicat du Bourbonnais. La convention attribue aussi à la société la concession d'un chemin de fer de Paris à Lyon par Corbeil et Moret, Nevers, Roanne et Saint-Étienne, d'un côté, Tarare de l'autre. Les trois compagnies apportant les tronçons de Paris à Corbeil, de Nevers à Roanne, et du Coteau à Lyon, déjà concédés à la nouvelle société qui reçoit en outre la concession de l'État du tronçon de Corbeil à Moret et Nevers. Cette convention est approuvée par décret impérial le 7 avril 1855.
Mais la Compagnie du chemin de fer Grand-Central de France est victime de déconfiture financière et est démantelée en 1857. Cela provoque la disparition de la société commune qui est démembrée au profit de la Compagnie du chemin de fer de Paris à Orléans et de la constitution de la Compagnie des chemins de fer de Paris à Lyon et à la Méditerranée. Cette dernière compagnie récupère notamment la concession de la ligne de Paris à Lyon par le Bourbonnais, y compris la branche de Roanne à Saint-Germain-au-Mont-d'Or passant par Tarare, lors de sa création par la convention signée le 11 avril 1857 entre le ministre des Travaux publics et les Compagnies du chemin de fer de Paris à Lyon et du chemin de fer de Lyon à la Méditerranée. Cette convention est approuvée par décret le 19 juin 1857.
La ligne est partiellement mise en service en 1866. La dernière section, comprise entre Amplepuis et Tarare, l'est pour sa part le 19 octobre 1868, à cause des difficultés rencontrées lors du percement du tunnel des Sauvages.

## Caractéristiques

### Tracé et profil difficile
En gare du Coteau, la ligne se détache de celle de Moret - Veneux-les-Sablons à Lyon-Perrache en la laissant sur sa droite par une bifurcation à niveau. Quelques mètres plus loin se détachait sur la gauche la ligne du Coteau à Montchanin, aujourd'hui fermée. De la gare du Coteau à celle d'Amplepuis, la ligne suit le cours du Rhins. D'orientation globalement nord-ouest / sud-est depuis le départ, une courbe prononcée à gauche, après l'ancienne gare de L'Hôpital-sur-Rhins, lui fait désormais suivre une direction sud-ouest / nord-est jusqu'en gare de Saint-Victor - Thizy. Dans cette gare aboutissaient à l'origine deux lignes secondaires, l'une à voie normale exploitée par la compagnie privée du Saint-Victor - Cours (SVC), l'autre à voie métrique exploitée par la compagnie du Saint-Victor - Thizy (SVT). Passée Amplepuis et l'ancienne ligne privée qui provenait de Saint-Vincent-de-Reins, la ligne, de nouveau d'orientation nord-ouest / sud-est jusqu'à L'Arbresle, attaque les dures courbes et rampes de 26 ‰ menant au tunnel des Sauvages, redoutées par bien des mécaniciens à l'époque de la traction vapeur. Après avoir desservi Tarare et croisé l'A89, la ligne descend en suivant le cours de la Turdine jusqu'à L'Arbresle, où elle tangente sur sa droite, sans jamais la croiser, la ligne de Lyon-Saint-Paul à Montbrison, électrifiée et exploitée en tram-train jusqu'à Sain-Bel. Courant de nouveau suivant une direction sud-ouest / nord-est, elle croise en gare de Lozanne la ligne de Paray-le-Monial à Givors-Canal, qui ne voit plus passer qu'un maigre trafic. Après un dernier franchissement de l'A6, la ligne se raccorde par un saut-de-mouton aux quatre voies de la ligne impériale en amont de la gare de Saint-Germain-au-Mont-d'Or.
C'est une ligne à double voie non électrifiée au profil difficile. Si, depuis Le Coteau, les rampes ne dépassent pas les 5 ‰ elles commencent à être plus marquées au passage de la gare de Régny : une rampe de 8 ‰, à laquelle succède une de 11 ‰ jusqu'à Amplepuis, précède la bosse en 26 ‰ qui encadre le tunnel des Sauvages, lui-même majoritairement en pente de 12 ‰. De Tarare à L'Arbresle, les pentes varient de 9 à 12 ‰, avant de retrouver un pourcentage modéré (de 2 à 6 ‰) jusqu'à Saint-Germain-au-Mont-d'Or.
Le rayon des courbes peu descendre jusqu'à 320 m de rayon. Aussi, la vitesse maximum des trains et rames varie entre 80 et 140 km/h selon les sections.

### Ouvrages d'art

#### Tunnels
La ligne compte une quinzaine de tunnels, dont le plus remarquable est le tunnel des Sauvages, situé entre les gares d'Amplepuis et de Tarare. Dans ce tunnel de 2 940 m, situé sous le col éponyme et marquant la ligne de partage des eaux entre les bassins des fleuves Loire et Rhône, se trouve le point culminant de la ligne à 561 m d'altitude.

#### Ponts et viaducs
Les deux ouvrages les plus importants sont :
- le viaduc de Tarare, d'une longueur de 445 m, qui permet le franchissement de la N7 ;
- le récent pont-rail (2010) permettant le franchissement de l'A89 à Pontcharra-sur-Turdine, dont les travaux ont occasionné une déviation du tracé originel de la ligne.

## Infrastructure

### Signalisation
La ligne est équipée :
- du block automatique à permissivité restreinte (BAPR) du Coteau à l'Arbresle ;
- du block automatique lumineux (BAL) de l'Arbresle à Saint-Germain-au-Mont-d'Or.

Le contrôle de vitesse par balises (KVB) est opérationnel sur la totalité de la ligne.
Des liaisons avec les trains existent sous forme de radio sol-train de technologie GSM-R (Global System for Mobile Railway).
Par ailleurs, bien qu'elle ne soit pas située à proprement parler sur cette ligne, mais sur celle de Paris-Lyon à Marseille-Saint-Charles, à proximité de la gare de Saint-Germain-au-Mont-d'Or, une signalisation spécifique pour le changement de mode de traction en marche (du mode électrique 1 500 volts vers le mode Diesel et réciproquement) des automoteurs bimodes a été installée. Elle profite aux automoteurs B 81500 et B 85000.

### Électrification
L'électrification fut étudiée dans les années 1980, mais ajournée. Cependant, des portions électrifiées en 1 500 volts continu sont encore envisagées (jonctions avec le réseau 1 500 V autour de Lyon, dans le cadre du Tram-Train Lyonnais), à l'Arbresle[réf. nécessaire].

### Vitesses limites
Vitesses limites de la ligne applicables en 2020 pour les AGC, les X 72500 ainsi que les X 73500 en sens impair (certaines catégories de trains, comme les trains de marchandises, possèdent des limites plus faibles) :
| De        | À                          | Limite |
| --------- | -------------------------- | ------ |
| Le Coteau | Régny                      | 100    |
| Régny     | Lozanne                    | 105    |
| Lozanne   | Saint-Germain-au-Mont-d'Or | 140    |

## Exploitation

### Circulations commerciales
La ligne est utilisée par des TER Auvergne-Rhône-Alpes reliant Roanne à Lyon-Perrache, via Lyon-Part-Dieu ou Lyon-Vaise. Il s'agit de trains desservant systématiquement les gares du Coteau, d'Amplepuis, de Tarare, de L'Arbresle et de Lozanne.
Il existe également une relation TER Auvergne-Rhône-Alpes joignant Clermont-Ferrand et Lyon ; sur la ligne du Coteau à Saint-Germain-au-Mont-d'Or, les trains de cette relation marquent un unique arrêt à Tarare.
Par ailleurs, la liaison Intercités Nantes – Tours – Lyon-Part-Dieu circule sur ladite ligne, mais aucun arrêt n'y est observé.

### Matériel engagé
- RTG : engagées sur la relation Lyon – Bordeaux par Limoges, elles ont emprunté cette ligne jusqu'en décembre 2004 ;
- X 72500 : étaient utilisés en UM de deux éléments sur la liaison TER Intervilles Tours / Orléans – Lyon ;
- X 73500 ou B 81500 : matériels ex- TER Rhône-Alpes, ces automoteurs assurent en partage les trains de la relation TER Roanne – Lyon ;
- X 76500 : matériels ex- TER Auvergne, assurent les TER Clermont-Ferrand – Lyon ;
- B 85000 : engagés sur les Intercités Nantes – Tours – Lyon-Part-Dieu.